# Project Engage
Project Engage é um projeto japonês de mídia mista criado pela Aniplex. Uma série de televisão de anime produzida pela A-1 Pictures e escrita por Fumiaki Maruto com designs de personagens de Tsunako intitulada Engage Kiss estreou em julho de 2022. Um jogo para celular desenvolvido pela Square Enix intitulado Engage Kill foi anunciado.

## Personagens

### Engage Kiss
Shu Ogata (緒方 シュウ, Ogata Shū)
Voz de: Soma Saito
Kisara (キサラ)
Voz de: Saya Aizawa
Ayano Yugiri (夕桐 アヤノ, Yugiri Ayano)
Voz de: Lynn
Sharon Holygrail (シャロン・ホーリーグレイル, Sharon Hōrīgureiru)
Voz de: Rumi Okubo
Akino Yūgiri (夕桐 アキノ, Yūgiri Akino)
Voz de: Akeno Watanabe
Miles Morgan (マイルズ・モーガン, Mairuzu Mōgan)
Voz de: Kenichirō Matsuda
Tetsuya Mikami (三上 テツヤ, Mikami Tetsuya)
Voz de: Yoshiaki Hasegawa
Shenhua Hachisuka (蜂須賀 莎花, Hachisuka Shenfa)
Voz de: Aya Uchida
Linhua Hachisuka (蜂須賀 凛花, Hachisuka Rinfa)
Voz de: Saori Ōnishi
Mikhail Hachisuka (蜂須賀 ミハイル, Hachisuka Mihairu)
Voz de: Ryōta Ōsaka

### Engage Kill
Chloe Tang (クロエ･タン, Kuroe Tan)
Voz de: Arisa Kōri

## Medios de comunicação

### Anime
O anime foi inicialmente rotulado como "Project Engage", que listou Fumiaki Maruto (autor de Saekano) e Tsunako (ilustrador de Date A Live) como a equipe principal. Os detalhes foram então anunciados através do estande da Aniplex no evento AnimeJapan 2022. A série, intitulada Engage Kiss, é produzida pela A-1 Pictures e dirigida por Tomoya Tanaka, com Shunsaku Yano encarregado do cenário mundial, Shinpei Wada adaptando os designs de demônios de Megumi Katagiri para animação e Yoshiaki Fujisawa compondo a música. Estreou em 3 de julho de 2022, no Tokyo MX e outros canais. A música tema de abertura, "Everyone, Scramble" (誰彼スクランブル, Dare-kare Sukuranburu), é interpretada por Halca. A música tema de encerramento, "Love-Brain" (恋愛脳, Renai-Nō), é interpretada por Akari Nanawo. A Crunchyroll licenciou a série fora da Ásia para um simulcast e simuldub em inglês.

### Mangá
Uma adaptação para mangá de Engage Kiss de Itachi começou a ser serializada na revista online de mangá da Square Enix, Manga UP! em 2 de julho de 2022.

### Jogo
Um título de jogo para celular desenvolvido pela Square Enix intitulado Engage Kill foi anunciado em 24 de abril de 2022.